# Jamal Al-Gashey
Jamal Al-Gashey (جمال الجاشي, DMG Ǧamāl al-Ǧāšī; geboren 1953) ist ein palästinensischer Terrorist, der zur Organisation Schwarzer September zählte. Er ist einer von drei überlebenden Tätern des Münchner Olympia-Attentats. Er wurde von den Entführern des Lufthansa-Flugs 615 aus deutscher Haft freigepresst und tauchte danach unter.
1999 sagte er in einem Interview für die BBC-Dokumentation Ein Tag im September: „Ich bin stolz auf das, was ich in München getan habe, weil es der palästinensischen Sache sehr geholfen hat. Vor München hatte die Welt keine Ahnung über unseren Kampf, aber an diesem Tag wurde der Name Palästina in der ganzen Welt wiederholt.“